# Marinha Imperial Japonesa
A Marinha Imperial Japonesa (大日本帝國海軍, Dai-Nippon Teikoku Kaigun) foi a marinha do Império do Japão de 1869 até 1947, quando foi dissolvida após o Japão ter renunciado constitucionalmente ao uso da força como meio para resolver litígios internacionais. Por volta de 1920, era a terceira maior marinha do mundo, atrás somente da Marinha Real Britânica e da Marinha dos Estados Unidos. Recebia o apoio do Serviço Aéreo da Marinha Imperial Japonesa, para ataques aéreos conduzidos a partir de sua frota. Foi a principal adversária dos Aliados na Guerra do Pacífico.
As origens da Marinha Imperial Japonesa podem ser rastreadas até as primeiras interações com as nações no continente asiático, o que remonta ao período medieval e atinge seu ápice durante os séculos XVI e XVII, num tempo de intercâmbio cultural com as potências europeias durante a Era dos Descobrimentos. Após dois séculos de estagnação durante o período da política de isolamento defendida pelos xoguns do período Edo, a marinha do Japão estava comparativamente obsoleta quando o país foi forçado a abrir-se para o comércio exterior, por conta da intervenção estadunidense de 1854. Eventualmente, isto levou à Restauração Meiji. Acompanhando a reafirmação do poder imperial, seguiu-se um período frenético de modernização e industrialização.
A história dos sucessos da marinha imperial, algumas vezes contra inimigos muito mais poderosos, como na Guerra Sino-Japonesa e na Guerra Russo-Japonesa, terminou em quase completa aniquilação durante os últimos dias da Segunda Guerra Mundial, em grande parte graças à Marinha dos Estados Unidos. Em 1947, a Marinha Imperial foi dissolvida oficialmente.

## Legado

### Forças de Autodefesa
Após a rendição do Japão e subsequente ocupação pelos Aliados no final da Segunda Guerra Mundial, a Marinha Imperial Japonesa, juntamente com o resto das forças armadas japonesas, foi dissolvida em 1945. Na nova constituição do Japão, elaborada em 1947, o Artigo 9 especifica que "O povo japonês renuncia para sempre à guerra como um direito soberano da nação e à ameaça ou uso da força como meio de resolver disputas internacionais". A visão predominante no Japão é que este artigo permite que as forças militares sejam mantidas para fins de autodefesa.
Em 1952, a Força de Segurança de Segurança foi formada dentro da Agência de Segurança Marítima, incorporando a frota de varredura de minas e outras embarcações militares, principalmente destróieres, fornecidas pelos Estados Unidos. Em 1954, a Força de Segurança foi separada e a Força de Autodefesa Marítima do Japão foi formalmente criada como o ramo naval da Força de Autodefesa Japonesa, após a aprovação da Lei das Forças de Autodefesa de 1954. A atual marinha do Japão está sob a égide das Forças de Autodefesa do Japão como Força de Autodefesa Marítima do Japão.   